# NGC 6061
NGC 6061 est une vaste et lointaine galaxie lenticulaire située dans la constellation d'Hercule. Sa vitesse par rapport au fond diffus cosmologique est de 11 147 ± 6 km/s, ce qui correspond à une distance de Hubble de 164,4 ± 11,5 Mpc (∼536 millions d'al). NGC 6061 a été découverte par l'astronome américain Lewis Swift en 1886.
NGC 6061 est une radiogalaxie à spectre continu (Flat-Spectrum Radio Source). Selon la base de données Simbad, NGC 6061 est une galaxie active qui contient un quasar.
À ce jour, trois mesures non basées sur le décalage vers le rouge (redshift) donnent une distance de 169,000 ± 38,000 Mpc (∼551 millions d'al), ce qui est à l'intérieur des valeurs de la distance de Hubble.
NGC 6061 fait partie du superamas d'Hercule. Steinicke utilise la désignation DRCG 34-... pour plusieurs galaxies du superamas d'Hercule. Cette désignation indique que ces galaxies figurent au catalogue des amas galactiques d'Alan Dressler. Le nombre 34 correspond au 34e amas du catalogue, soit Abell 2151, et les chiffres suivant 34 et le tiret indiquent le rang de la galaxie dans la liste.
Pour NGC 6061 la base de données NASA/IPAC utilisent les désignations suivantes : 
- ABELL 2151:[D80] 134  pour le catalogue de Dressler ;
- ABELL 2151:[BO85] 004 pour le l'article de Butcher et Oemler[8] ;
- ABELL 2151:[SPS89] 05 pour l'article de Slee, Perley et Siegman[9] ;
- ABELL 2151:[ZBO89] O4 ou ABELL 2151:[ZBO89] R4 pour l'article de Zhao, Burns et Owen[10] ;
- ABELL 2151:[CBW93] M pour l'article de Colless, Burstein et Wegner[11] ;
- ABELL 2151:[MGT95] 157 pour l'article Maccagni, Garilli et Tarenghi[12] ;
- ABELL 2151:[FBD2002] r02 pour l'article de Fasano, Bettoni et D'Onofrio[13].